# Silvina Garré
Silvina Garré (Rosario, 4 de octubre de 1961) es una cantante argentina,  cantautora de pop y rock.

## Trayectoria

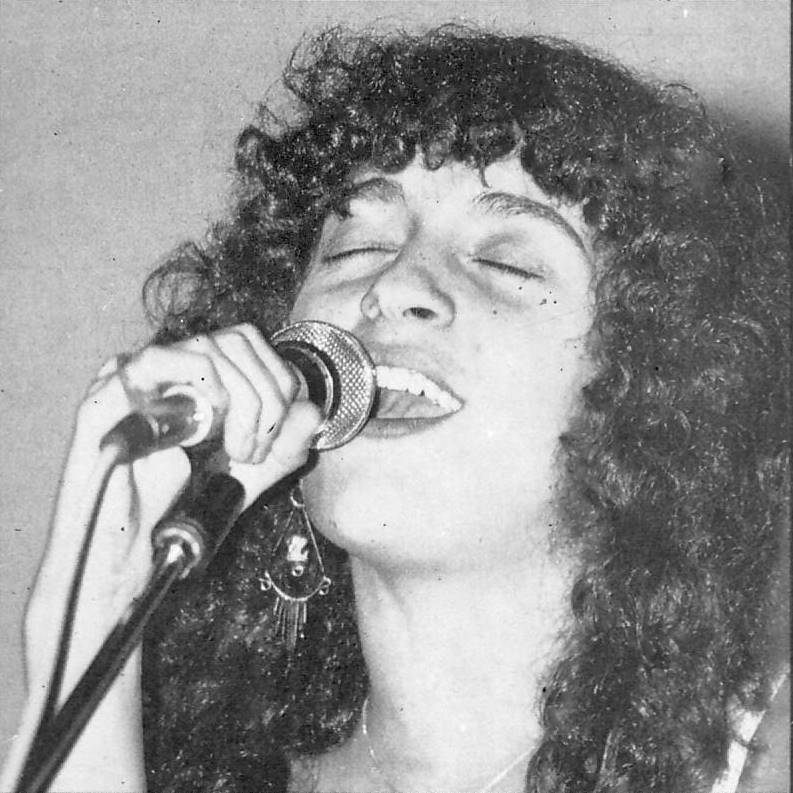
Silvina Garré en 1982. La cantante ascendió rápidamente en la escena musical argentina de los '80 con su participación en la trova rosarina.

En Rosario, su ciudad natal, cursó estudios de armonía, piano, flauta traversa, guitarra, audioperceptiva e historia de la música. Es uno de los referentes del Rock nacional argentino y de la Trova rosarina, simpatizante del Club Atlético Rosario Central.
En 1981 comenzó con el canto profesional junto a Juan Carlos Baglietto (quien fuera su novio por aquella época) y Fito Páez, formó parte de ese grupo musical hasta 1983, año en el que grabó su primer trabajo como solista.
En 1982, fue convocada por el escritor y director cinematográfico Eduardo Mignogna para cantar las canciones del film Evita, quien quiera oír que oiga y además para interpretar la voz de Eva Perón.
Representó a su país en diversos festivales internacionales, entre los que se destacan el Festival de la OTI 1983, realizado en Washington DC (Estados Unidos), y el Primer Festival de la Canción, realizado en El Cairo (Egipto).
Para el Festival de la OTI, Litto Nebbia compuso un tema en cinco minutos (el inédito Charlaciones), llamó a Garré para cantarlo, lo grabaron en el estudio de Los Bárbaros; lo mandaron en un casete...

Y quedamos seleccionados. Había un tema de Jairo, otro de Batman, cualquiera, y se supone que el ganador estaba pactado, digamos. Pero vamos a suponer que hayan estado arreglados cuatro jurados de diez y los otros seis te votan a vos ¡y nos pasó eso! El día de los premios yo estaba mirando la tele en casa y digo: «Ahora van a ver por qué todo esto es una trampa». Encima Silvina había ido al canal a cantar con la orquestita grabada por mí y no con la del canal. Todo al revés era. Y de repente, bueno, el tipo que tiene que decir quién ganó puso una cara increíble. No entendía nada
Lito Nebbia.

Recibió el reconocimiento de la prensa en varias oportunidades (premios, diplomas, distinciones) y de sus colegas.
En 1992, actúa como invitada especial en el programa Peor es nada, conducido por Jorge Guinzburg y emitido por El trece, en un especial titulado Crápula. En 1995 recibió el Premio Konex - Diploma al Mérito en la disciplina Cantante Femenina de Pop / Balada, como así también lanza su álbum llamado Nuestro lenguaje sagrado, siendo Adoro a mi madre y La prehistoria los cortes de difusión, luego los presenta en distintos programas de televisión, como Cha Cha Cha de Alfredo Casero, emitido por América TV, La noche del domingo en ATC, y Badía & Compañía en El trece.
Caetano Veloso le dedicó su libro Verdade tropical y declaró que Silvina es una de las que «mejor canta a Caetano».
Ricardo Montaner incluyó en su CD Las mejores canciones del mundo una de las más representativas compuestas por Garré, Diablo y alcohol.
En 2012, para celebrar los 30 años del histórico show en Obras de la trova rosarina, realizó un ciclo a dueto con Juan Carlos Baglietto.
El 25 de mayo de 2014 formó parte de los festejos por el aniversario de la Revolución de Mayo, en el marco del show "Somos Cultura" del Ministerio de Cultura de la Nación. Ese año, además, realizó presentaciones a sala llena con Juan Carlos Baglietto en Teatro Ópera de Buenos Aires y en otras ciudades del país, con un cierre de gira en el Estado Luna Park. Del Encuentro se editó el CD/DVD "Baglietto - Garré Juntos en el Teatro Ópera".
En noviembre de 2018 presentó Carrousel, un trabajo independiente. Es el primer disco con composiciones propias desde que grabara El deseo, en 2007. En Carrousel, además, se encargó de la producción integral y los arreglos junto a Luciano Pallaro Battagliese.
En 2019 participó del concierto "Está en tus manos" junto a Litto Nebbia, Nito Mestre y Ricardo Soulé realizado en la ciudad de Rosario y en el Teatro Coliseo de Buenos Aires, entre otros. El disco "Está en tus manos" es un registro en vivo de estas presentaciones.
Ese mismo año se presenta junto a la Trova Rosarina (Juan Carlos Baglietto, Fabián Gallardo, Rubén Goldín, Adrián Abonizio y Jorge Fandermole) en teatros de todo el país en una gira que culmina en el Teatro Colón de Buenos Aires. Durante la gira repasan el repertorio clásico de los distintos autores de este movimiento musical en logradas versiones a cinco voces).
Entre sus presentaciones como solista, realiza un ciclo de retratos en la Usina del Arte de Buenos Aires compuesto por 4 recitales: "Retrato de Caetano Veloso", "Retrato de James Taylor", "Autorretrato" y un concierto de cierre con lo mejor de los otros recitales. Estos conciertos serían editados en los años posteriores en soporte digital.
En el 2020 editó "Retrato de Caetano Veloso" y "Autorretrato" ambos discos grabados en vivo en La Usina Del Arte y que fueron producidos por Garré y Battagliese. 
En 2021 presenta "Autorretrato" en una única presentación en vivo en la sala Siranush del barrio porteño de Palermo.
Durante el 2022, retoma la actividad con la apertura de los espectáculos y celebra, junto a la Trova Rosarina, los 40 años de la edición del disco "Tiempos Difíciles" con funciones a sala llena en el Teatro Ópera de Buenos Aires, en el Teatro el Círculo de Rosario y con una gira por las provincias de Córdoba y Chaco, entre otras. En día 3 de septiembre, celebran la consagración de Juan Carlos Baglietto en el Festival de La Falda con un concierto de la Trova Rosarina en el mismo anfiteatro que en aquella oportunidad.
Además, agota localidades en dos presentaciones como solista en el Café Berlín de Buenos Aires en las que interpreta canciones de todos sus discos y algunos clásicos del rock nacional en singulares versiones.
Muchos de sus ocho discos solistas recibieron el galardón de «disco de oro».
En su vasta trayectoria incluyó giras por todas las provincias de la Argentina y conciertos en Chile, Estados Unidos, México y Uruguay.

## Discografía
Su trabajos fueron incluidos en un par de recopilaciones hacia 1990. Esta es su producción oficial, reeditada en compactos:
- 1983: La mañana siguiente[6] - EMI
- 1984: Creerás en milagros[7] - EMI
- 1986: Reinas de pueblo grande[8] - EMI
- 1987: Otro cuerpo más[9] - EMI
- 1989: Baglietto - Garré en vivo Teatro Ópera[10] - EMI
- 1990: Silvina Garré[11] - EMI
- 1991: Coliseo ’91 en vivo[12] - EMI
- 1992: Evita quien quiera oír que oiga
- 1995: Nuestro lenguaje sagrado - Distribuidora Belgrano Norte
- 2007: El deseo - Acqua Records
- 2008: Canciones sin tiempo - Acqua Records
- 2010: Más que loca - Discos Melopea
- 2011: Trovas rosarinas - Acqua Records
- 2014: Baglietto - Garré juntos en el Teatro Ópera - Leader Music
- 2016: Archivo Jobim (compartido con Litto Nebbia) - Melopea Discos
- 2018: Carrousel - Edición independiente
- 2019: Nebbia+Mestre+Garré+Soulé Está en tus manos en vivo 2019 - Melopea Discos
- 2020: Retrato de Caetano Veloso - Rajate Records
- 2020: Autorretrato - Rajate Records
- 2022: La Trova Rosarina en vivo (compartido con Juan Carlos Baglietto, Rubén Goldín, Jorge Fandermole, Adrián Abonizio y Fabián Gallardo)

Simples
- 1983: "Canción del pinar / Canción del pinar" (Simple) - EMI
- 1983: "Se fuerza la máquina / Se fuerza la máquina" (Simple) - EMI
- 1987: "Fin de Carnaval / Papi, dame unos australes" (Simple compartido con Daniela Mori) - EMI
- 1987: "Tréboles de 4 hojas / Tréboles de 4 hojas" (Simple) - EMI
- 1990: "Doble traición / Doble traición" (Simple) - EMI
- 1994: "Para abrazarte" (Sencillo Promocional) - Distribuidora Belgrano Norte

El deseo fue presentado en vivo el 29 de junio en el teatro ND Ateneo, acompañada por su banda: Diego Clemente (guitarras, aerófonos, percusión y voz), Marcelo Pilotto (piano, acordeón y voz), Patricio Murphy (guitarra y bajo) y Jonatan Szer (percusión).
Canciones sin tiempo incluyó temas de toda su carrera con nuevos arreglos y acompañada por un conjunto de cuerdas. Fue presentado en Rosario el 16 de agosto, en el Teatro La Comedia.
Más que loca es un seleccionado de composiciones del ex Los Gatos tocadas por Litto Nebbia y cantadas por ella.

## Discos compilados
- 1993: Grandes éxitos - EMI

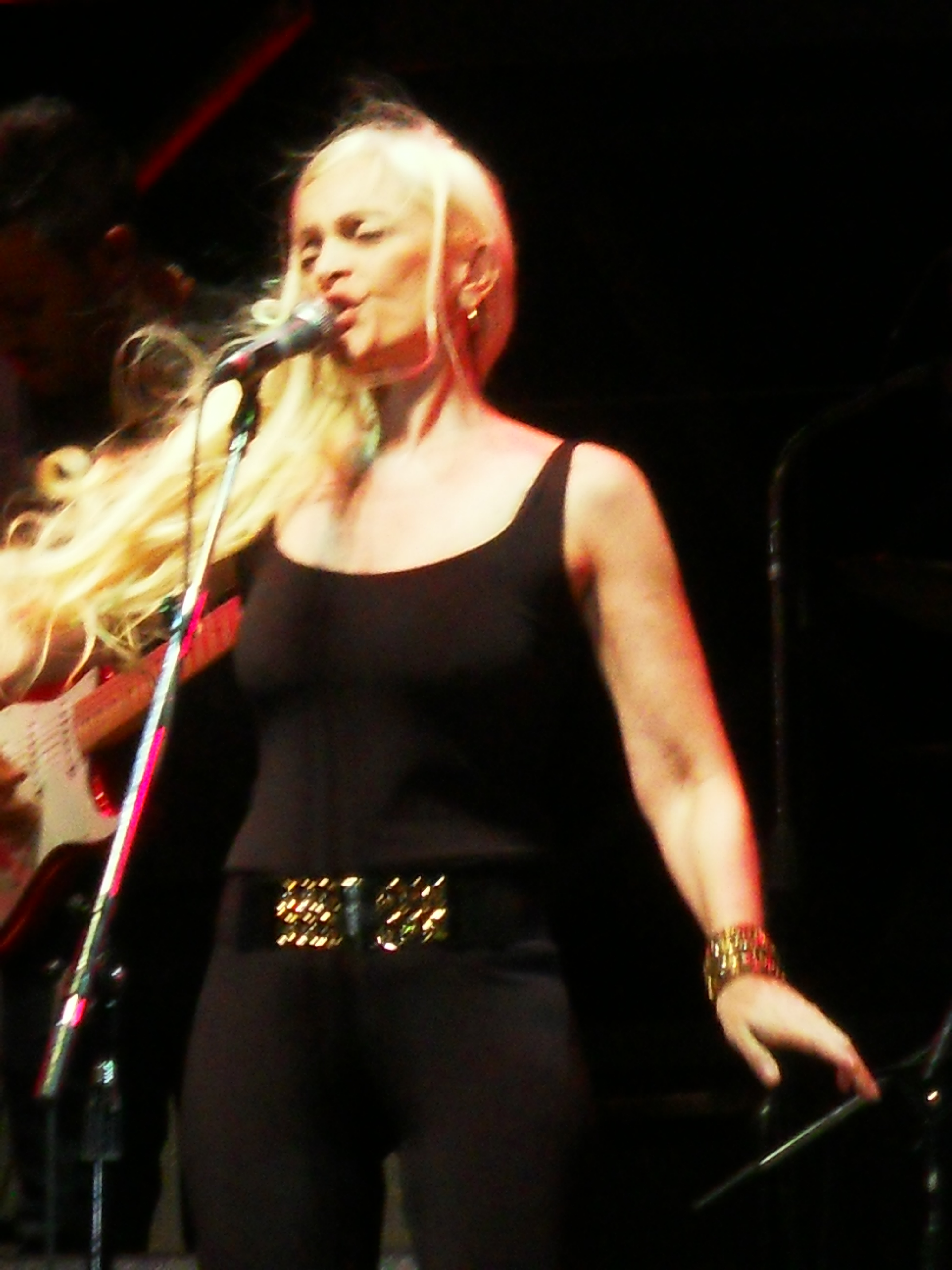
Silvina Garré en un concierto en Mendoza (15/12/2013).

- 1995: En blanco y negro - Disco de oro - EMI
- 1995: Lo mejor de los mejores - EMI
- 1996: Lo mejor de los mejores vol. 2 - EMI
- 1999: Colección Aniversario - EMI
- 1999: Grandes éxitos - EMI

## Cine
- 1984: "Evita, quien quiera oír que oiga"
- 2011: "La suerte en tus manos"

## Cantante en películas
Participó como cantante en otras producciones cinematográficas:
- Diapasón, de Jorge Polaco, con la dirección musical de Lito Vitale,
- Luna caliente de Roberto Denis, con dirección musical de Litto Nebbia y
- Martín Fierro, el ave solitaria de Carlos Vallejo, con la dirección musical de Diego Clemente.

## Cantante invitada
Participó como invitada en los trabajos discográficos de destacadas figuras de la canción:
- Juan Carlos Baglietto
- Lalo de los Santos
- Jorge Fandermole
- Alejandro Filio
- Litto Nebbia
- Nito Mestre
- Teresa Parodi
- Marilina Ross
- Los Trovadores
- Ignacio Copani
- Gloria Geberovich

También en producciones infantiles como Los Muvis y Cablín.

## Libros
En junio de 1993 publicó su primer libro de poemas, Pena privada. Beas Ediciones, ISBN 950-834-031-2
En (2010) preparaba su segundo libro de poesía.